# Vojenský řád sv. Ferdinanda
Vojenský řád svatého Ferdinanda (španělsky Real y Militar Orden de San Fernando), známý též jako Vavřínový kříž svatého Ferdinanda (španělsky Cruz Laureada de San Fernando) je nejvyšší španělské vojenské vyznamenání za statečnost. Bylo založeno roku 1811, během Španělské války za nezávislost, tak zvaným Cádizským cortesem, tedy nejvyšším velením španělských povstalců proti Napoleonovi a jeho bratru Josefovi. Řád je zasvěcen sv. Ferdinandovi
Dělí se do pěti tříd, jejichž zvláštností je obrácené číslování, tedy V. je nejvyšší, I. nejnižší. Může být udělen pouze příslušníkům Španělské armády a to za akci, která chránila národ, jeho občany nebo mezinárodní mír a vyznamenaný čelil nebezpečí života.